# 波蘭足球乙級聯賽
波蘭足球乙級聯賽（波蘭語：Pierwsza Liga）是波蘭的第二級別足球聯賽，僅次於波蘭足球甲級聯賽。波蘭足球乙級聯賽創建於1948年，在2008年改為現名。共有18支球隊參加比賽。每個賽季的前兩名則可以升級至波蘭足球甲級聯賽。